# 17403 Masciarelli
17403 Masciarelli è un asteroide della fascia principale. Scoperto nel 1986, presenta un'orbita caratterizzata da un semiasse maggiore pari a 2,5384668 UA e da un'eccentricità di 0,0785779, inclinata di 5,21635° rispetto all'eclittica.